# الحروب الرومانية الفرثية
كانت الحروب الرومانية الفرثية (54 قبل الميلاد – 217 ميلادية) سلسلة من الصراعات بين الإمبراطورية الفرثية وكل من الجمهورية الرومانية والإمبراطورية الرومانية. تمثل الحروب الرومانية الفرثية أول سلسلة من الصراعات التي استمرت ل 682 بين الروم والفرس.
بدأت المعارك بين الإمبراطورية الفرثية والجمهورية الرومانية عام 54 قبل الميلاد. تمكنت الإمبراطورية الفرثية من صد أول التوغلات الرومانية، لا سيما في معركة كارهاي (عام 53 قبل الميلاد). خلال حرب المحررين الأهلية في القرن الأول قبل الميلاد، دعم الفرثيون بروتس وكاسيوس، وغزوا سوريا، وتمكنوا من اكتساب أراضٍ في بلاد الشام. مع ذلك، تسبب انتهاء حرب المحررين الأهلية الثانية إلى إحياء القوة الرومانية في مناطق غرب آسيا.
في عام 113 أصبح التوجه شرقًا بالفتوحات، والسعي لهزيمة الإمبراطورية الفرثية، أولوية إستراتيجية بالنسبة للإمبراطور الروماني، تراجان. نجح تراجان في اجتياح العاصمة الفرثية، طيسفون، وبتعيين بارثاماسباتس حاكمًا، عميلًا له، عليها. عكس هارديان، خليفة تراجان، سياسات سلفه، وعزم على إعادة توسيع حدود الإمبراطورية الرومانية لتصل إلى نهر الفرات. مع ذلك، اندلعت في القرن الثاني الحرب على أرمينيا مرة أخرى، وذلك عندما تمكن فولوغازيس الرابع من هزيمة الرومان هناك. تمكنت قوة عسكرية رومانية، بقيادة ستاتيوس بريسكوس، من هزيمة الفرثيين في أرمينيا، واستطاعوا تنصيب ملكٍ تابعٍ لهم على العرش الأرمني. بلغت الغزوات الرومانية على بلاد ما بين النهرين ذروتها في معركة قطسيفون عام 165.
في عام 195، غزا الرومان، تحت حكم الإمبراطور سيبتيموس سيفيروس الذي احتل سلوقية وبابل، بلاد ما بين النهرين مرة أخرى، ثم سيطروا على فطيسفون مرة أخرى في عام 197. في نهاية المطاف، وقعت فرثيا بيد الإمبراطورية الساسانية (الإمبراطورية الفارسية الثانية) تحت حكم أردشير الأول، الذي تمكن من دخول طيسفون في عام 226. استمر الصراع بين الإمبراطورية الساسانية وروما خلال فترة حكم آرشير وخلفائه.

## طموحات فرثيا بالتوسع غربًا
بعد الانتصار في الحروب السلوقية الفرثية، وتمكن الفرثيين من ضم مناطق واسعة من الإمبراطورية السلوقية، بدأ الفرثيون التخطيط للتوسع غربًا. تمكن الفرث، تحت حكم ميثريدس الأول، من السيطرة على أرمينيا وبلاد ما بين النهرين، خلال فترة حكم السلالة الأرشكية. مثلت هذه التحركات بداية الدور الدولي للإمبراطورية الفرثية، وأجرى الفرثيون خلال هذه المرحلة اتصالات مع روما. أجرى ميثريدس الثاني مفاوضات غير ناجحة مع القائد الروماني، سولا، لإطلاق تحالف برثي روماني (حوالي عام 105 قبل الميلاد).
تحت اسم السلالة الأرشكية، أنشأ الفرثيون خلال فترة توسعهم فروعًا لهم في كل من القوقاز وأرمينيا وأيبيريا وألبانيا القوقازية.
بعد عام 90 قبل الميلاد، تراجعت القوة الفرثية بسبب النزاعات التي اشتعلت بين أفراد الأسرة الحاكمة، وانهارت خلال نفس الفترة السلطة الرومانية في الأناضول. عادت الاتصالات الرومانية الفرثية، عندما غزا قنصل الجمهورية الرومانية، لوكولوس، أرمينيا الجنوبية وهزم إمبراطورها، ديكرانوس الثاني، في عام 69 قبل الميلاد. مع ذلك، لم يتمكن الطرفان من التوصل إلى اتفاق محدد.

## الجمهورية الرومانية مقابل فرثيا

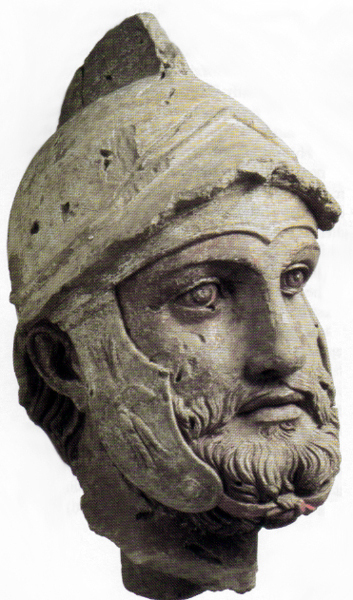
تمثال رأس منحوت (جزء مكسور من تمثال أكبر) يعود للقرن الثاني قبل الميلاد لفرثي يرتدي خوذة مصنوعة على الطراز الهلنستي، من مقبرة ومقر فرثيا الملكي في نسا، تركمانستان.

مع تولي القائد الروماني، بومبيوس الكبير، مسؤولية الحرب في الشرق، أعاد إطلاق المفاوضات مع فراتيس الثالث، وتمكن من التوصل إلى اتفاق معه. غزت القوات الرومانية الفرثية أرمينيا عام 66 أو 65 قبل الميلاد. سرعان ما نشأ نزاع حدود بين روما وفرثيا. رفض بومبيوس الكبير الاعتراف بلقب «ملك الملوك» الذي نسبه فراتيس الثالث لنفسه، وعرض التحكيم بين تيغرانس والمك البارثي على منطقة باقردا. تمكن فراتيس الثالث من تثبيت سيطرته على بلاد ما بين النهرين، ما عدا منطقة الرها التي أصبحت بعدها تابعة للرومان.
في عام 53 قبل الميلاد، قاد ماركوس ليسينيوس كراسوس غزوات بلاد ما بين النهرين التي انتهت بتحقيق بنتائج كارثية، إذ هُزم كراسوس، وابنه بوبليوس، على يد قوة عسكرية فرثية بقياد الجنرال سورينا. قتل وأُسر الجزء الأكبر من القوة الرومانية، فمن أصل 42 ألف مقاتل، قتل نصف العدد، وعاد ربعه إلى سوريا، ووقع ما تبقى من المقاتلين في الأسر. تعرضت روما للإذلال بسبب هذه الهزيمة، خصوصًا بعد تمكن الفرثيين من أسر العديد من الجنود الرومانيين من حملة رتبة النسر رفيعة المستوى. ذكر المؤرخ اليوناني، فلوطرخس، أن الفرثيين عثروا، بين الأسرى الرومانيين، على شخص يشبه القائد كراسوس إلى حد بعيد، وعرضوه في فرثيا ليراه الجميع. تمكن أوردودس الثاني، مع بقية أفراد الجيش الفرثي، من هزيمة الأرمن، واستولوا على بلادهم. مع ذلك، أثار انتصار سورينا غيرة الملك الفرثي الذي أمر بإعدامه. بعد وفاة سورينا، تولى أورودس الثاني بنفسه مهمة قيادة الجيش الفرثي، وقاد حملة عسكرية فاشلة في سوريا. كانت معركة كاراهاي من أوائل المعارك الكبرى بين الرومان والفرثيين.
شن الفرثيون بعد الحملة الفاشلة بسنة واحدة، عدة غارات على سوريا، وفي عام 51 قبل الميلاد، شنوا غزوة كبرى بقيادة ولي العهد باكورس الأول والجنرال أوساسيس. حاصر الفرثيون كاسيوس، وأثاروا الذعر في المقاطعات الرومانية الواقعة في القارة الآسيوية. خرج سيشرون، الذي اختير في نفس السنة حاكمًا لمنطقة قيليقية المجاورة، مع الكتائب الرومانية لرفع الحصار. تراجع باكورس مرة أخرى، لكنه تعرض لكمين نصبه له غايوس كاسيوس لونغينوس بالقرب من مدينة أنتيغونيا في سوريا، وسقط في الكمين أوساكيس قتيلًا.
خلال حرب القيصر الأهلية، لم يقدم الفرثيون على أي تحرك، وحافظوا على العلاقات التي تجمعهم ببومبيوس. بعد هزيمة بومبيوس في الحرب ومقتله، جاءت قوة عسكرية بقياة باكوروس لمساعدة الجنرال، كايسيليوس باسوس، الذي حاصرته القوات القيصرية في مدينة أفاميا في سورية. مع انتهاء الحرب الأهلية، وضع يوليوس قيصر خططًا لشن حملة عسكرية على فرثيا، لكن اغتياله حال دون ذلك. خلال حرب المحررين الأهلية، دعم الفرثيون بروتس وكاسيوس، وأرسلوا فرقة عسكرية ساندتهم في معركة فيليبي في عام 42 قبل الميلاد.
بعد الهزيمة، وتحديدًا في عام 40 قبل الميلاد، غزا الفرثيون، تحت حكم باكوروس، الأراضي الرومانية بالتنسيق مع الجنرال لابينوس، الذي كان مؤيدًا لبروتس وكاسيوس. سرعان ما تمكن الفرثيون من اجتياح سوريا وهزيمة القوات الرومانية في المنطقة، باستثناء مدينة صور. تقدم باركوس بعدها باتجاه المناطق التابعة للسلالة الحمشونية في منطقة يهودا، وتمكن في عام 37 (أو 40) قبل الميلاد، من الإطاحة بالعميل الروماني وملك السلالة الحشمونية، هيركانوس الثاني، وعين ابن أخيه مكانه. لبعض الوقت، تمكن الفرثيون من الاستيلاء على الشرق الروماني بأكمله، وسرعان ما تسبب ذلك بإنهاء الحرب الأهلية الرومانية الثانية، وتوحيد الصفوف لإعادة إحياء القوة الرومانية في مناطق غرب آسيا.